# HK GMG自動榴彈發射器
HK GMG（德語：Granat—Maschinen—Waffe，簡稱HK GMW；，簡稱HK GMG；意為：榴彈機槍）是一款由德国槍械製造商黑克勒&科赫為德國聯邦國防軍而設計和生產的車載用途型40毫米自動榴弹发射器，發射40×53毫米高速榴彈。

## 歷史
儘管在阿富汗戰場以上，自動榴弹发射器的表現不為歐洲各國軍方所動，黑克勒&科赫公司仍然在1992年沒有等到德國聯邦國防軍要求研發就開始自擔風險研發其全自動型榴弹发射器。直到1995年，生產了4台HK GMG的原型樣機，到1998年中期總共生產了26台。1995年初生產的4台當中的三台當年3月交付德國聯邦國防軍在德國北部的梅彭試驗場進行測試。當年中期開始實用性試驗，其中在哈默貝爾格更進行實彈射擊。1997年7月，HK GMG曾經於亞利桑那州尤馬的沙漠地區試驗場，進行熱帶與沙漠地帶可靠性試驗，以爭取美军在未來的合同。2000年，德國聯邦國防軍終於正式選定改進過後的HK GMG作為制式兵器，並且裝備派遣到阿富汗的德軍部隊，經歷了實戰考驗。
自2000年開始，黑克勒&科赫正在生產其輕版本HK GMW, Light（德語：Leichtgewicht Granat—Maschinen—Waffe；；意為：輕型榴彈機槍）。HK GMW在不縮短槍管以下的總重量和HK GMG相比下降大約23％，能使士兵更方便地在野外攜行或操作，尤其是在不適合使用載具的山地。但是HK GMG會繼續生產並對外出口。

## 設計特點
HK GMG發射40×53毫米高速榴彈，武器全長是1,090毫米（42.91英吋），槍管是415毫米（16.34英吋），彈箱的体积是470×160×250毫米。武器操作方式採用反沖式後座作用。武器本身的重量是29.4公斤（64.82磅），射速為每分鐘大約340發。HK GMG配用的榴彈用鋼製彈鏈聯結使用，並且可以使用多個廠商開發的多種新型榴彈。槍機、復進簧及導桿、扳機與扳機連桿組成槍機組件，而每個部件都有著固定的方向，這種結構不僅便於不完全分解，還可防止分解後零件散落丟失，或是重新組裝時錯裝。槍管也無須使用工具即可拆卸更換。

### 機匣
HK GMG的機匣採用輕便的鋁合金製成，減輕了整體质量。供彈器蓋可以前端為軸向上方打開，內部裝有一種類似MG42通用機槍的彈鏈供彈機構。其供彈機構會伴隨槍機的前後移動像蹺蹺板的方式傳送裝於彈鏈上的榴彈。其供彈機構無需使用特殊工具就可以更換供彈機構，通過改變機匣上供彈桿組合的方式將供彈方向從右側轉換為左側，兩邊也可以自由操作，適合左撇子或右撇子。
拉機柄設在機匣後端下面，其上更裝有防止隨便拉動而導致槍機待擊的鎖桿。向後拉槍機時，必需握住拉機柄及其鎖桿向後拉，才使槍機後退。
沉重的钢製槍機組件下方具有鋸齒狀棘齒，即使在後拉槍機時手滑脫，槍機也不會復進到位，這樣就可以防止意外走火；槍機上還裝有自動擊針保險裝置，擊針在槍機不復進到位以下，槍機內的擊針不會向前突出以防止走火。
迴轉桿式快慢機裝置於機匣的後方，可以輕易地在半自動射擊和全自動射擊之間切換，同時兼作手動保險。
兩個扳機分別設在機匣兩側的後端上部。該扳機為推桿式，兩個扳機相互聯動，只要其中一個扳機前推，就可使槍機解脫，完成發射動作，左右手均可射擊。每個扳機外側各裝有一個豎直握把，便於發射時握持。

### 供彈方式
一般而言，40×53毫米高速榴彈以32發聯結在金屬制彈鏈上，放於北約PA120金属彈箱內，彈箱可以裝於HK GMG的機匣側面使用。

### 三腳架
HK GMG也可安裝在三腳架以上，讓步兵也可使用。
重達10.7公斤（23.59磅）的三腳架由挪威溫格霍格公司製造，其托架尾部左右各有一個橫向握把，便於握持轉動槍身。其右側握把上還有一個像自行車閘一樣的閘柄，便於轉動槍身時使槍身製動。為了快速調整榴彈發射方向，有一根長的導管（肩托）從左側握把處伸向後方。通過該導管扛起發射器後部，射手能很容易地進行榴彈發射器的上下及左右迴轉等操作。通過調整三腳架的張開角度，可選擇HK GMG使用方式。
HK GMG可以利用機匣蓋上的兩條MIL-STD-1913戰術導軌之一安裝各種現有的瞄準具（包括光学瞄准镜、夜視鏡和红外线），令其能夠在各種情況下對大量和很多類型的敵方進行更精確、更大範圍和遠距離轟炸。HK GMG採用挪威巴彭斯米亞公司製造的反射式瞄準具作為標準裝備，並且通過MIL-STD-1913戰術導軌安裝於機匣上。而機械瞄具則由折疊式刀片型準星和標準的立式表尺照門組成。

### 安裝台座
HK GMG裝於三腳架以上擊發時，由於總质量約52公斤（114.64磅），而且榴彈採用高低壓發射原理，幾乎沒有發射管部件上跳等不適感，遠比轻机枪的射擊感覺舒適。當然，HK GMG也可以架設在直升機、巡邏艇和裝甲车辆（例如：步兵战车、装甲运兵车、坦克）台座或是遙控武器站之上協助射擊。

## 使用國
- 喀麦隆
- 加拿大：目前訂購了304台，命名為C16臨近區域壓制武器（英語：Close Area Suppression Weapon，簡稱：CASW），並且由萊茵金屬加拿大防務公司作特許生產。[參⁠ 2][參⁠ 3]
- 賽普勒斯：被塞浦路斯國民警衛隊（英語：Cypriot National Guard）所採用，主要用於架設在裝甲車輛和軍用載具以上。
- 芬兰：被芬蘭軍隊所採用，購入以後取代了30 KRKK AGS-17，並用於城市、特殊和沿海的邊防，並且命名為40 KRKK 2005（40：40毫米；KRKK：芬蘭語：，意為：榴彈機槍；2005：2005年開始使用）。
- 德国[參⁠ 4]：被德國聯邦國防軍所採用，用作步兵和澳洲犬，山貓和拳擊手裝甲車等裝甲軍的主要武裝之一。德國陸軍特種部隊指令部（德語：Kommando Spezialkräfte）比常規部隊更早一步裝備；此外，德國空軍軍團（德語：Objektschutzregiment），德国海军陸戰隊專業海上部隊（德語：Spezialisierte Einsatzkräfte Marine）和海岸防衛部隊（德語：Marineschutzkräfte）亦有採用HK GMG。
- 希腊[參⁠ 4]：由EBO公司得到特許生產以後作本土生產被希臘軍隊所採用並且命名為633 GMG，架設在裝甲車和軍用車輛以上。
- 愛爾蘭[參⁠ 5]：被愛爾蘭陸軍遊騎兵聯隊（簡稱：ARW）所採用，並且安裝在F350特種偵察車（英語：Special Reconnaissance Vehicle，簡稱：SRV）上。這同時被騎兵隊架設在莫瓦格水虎魚IIIH型装甲运兵车以上。[參⁠ 5]還預計在LTAV服役的時候亦裝上。
- 约旦：被約旦皇家陸軍所採用。
- 拉脫維亞[參⁠ 4][參⁠ 6]
- 立陶宛[參⁠ 7]：被立陶宛军队所採用，用於國防及國際特派任務。
- 马来西亚：被马来西亚皇家海军特种作战部队（馬來語：Pasukan Khas Laut，簡稱：PASKAL）所採用。
- 墨西哥：被墨西哥軍隊所採用。[參⁠ 8]
- 荷蘭：在2006年被荷蘭軍隊作為操作上的需要而購入18台，荷蘭在阿富汗戰場已經接收到11台HK GMG，荷蘭特種部隊亦已經接收到4台。其餘的3台仍在荷蘭作為訓練用途。[參⁠ 9][參⁠ 10]
- 新西兰[參⁠ 11]
- 波蘭
- 葡萄牙[參⁠ 4]
- 斯洛維尼亞：被斯洛文尼亞武裝部隊所採用，用於國防及國際特派任務。主要在於安裝在便攜式和輕型裝甲車Valuk裝甲車（英语：Valuk）上。[參⁠ 12]
- 瑞典：人手攜帶，並且架設在戰鬥船90上，主要用於海岸遊騎兵。
- 乌克兰[1]
- 英国：在2006年年底，英国國防部訂購了一批合共44台HK GMG並且命名為L134A1，架設在「武裝搭載越野車」（英語：Weapons Mount Installation Kit，簡稱：Wimik）以上 ，而它們目前在裝備在阿富汗和伊拉克的英國皇家海軍陸戰隊內。[參⁠ 13][參⁠ 14][參⁠ 15]
- 美国：被美国特种部队司令部所採用。[參⁠ 15]

## 流行文化

### 动漫
- 2001年—《厄夜怪客》：由傭兵軍團Wild Geese所使用。

### 电子游戏
- 2009年—：2010年6月29日獨立资料片《武裝行動2：箭頭行動》的追加下载内容《武裝行動2：英國武裝部隊》，命名為「GMG」，由英國軍隊所使用。
- 2013年—：以HK GMG為藍本，可手攜，由先知（Prophet）所使用。
- 2013年—：作為遙控武器站的一部分。

## HK GMG與現代世界相若的自動榴彈發射器比較
|                              | 德国 · HK GMG             | 乌克兰 · UAG-40 | 俄羅斯 · AGS-40                           | 美国 · Mk 47 Mod 0 | 南非 · 丹尼爾Y3 AGL            | 西班牙 · SB LAG 40 | · 大宇K4  | 日本 · 豐和96式 |
| ---------------------------- | ------------------------- | --------------- | ----------------------------------------- | ------------------ | ------------------------------ | ------------------ | --------- | --------------- |
| 外觀                         |                           |                 |                                           |                    |                                |                    |           |                 |
| 採用年份                     | N/A                       | 2010年          | N/A                                       | 2003年             | 2007年                         | N/A                | 1992年    | 1996年          |
| 子彈                         | 40×53                     | 40×53           | 40毫米無彈殼榴彈7P39                      | 40×53              | 40×53                          | 40×53              | 40×53     | 40×56           |
| 裝彈數，發                   | 32                        | N/A             | 20                                        | N/A                | N/A                            | 24／32             | N/A       | 50              |
| 重量，公斤： 本體重量 總重量 | 29.0 46.5                 | 17.0 31.0       | N/A 32                                    | 18.0 41.0          | 18.0 33.1                      | N/A 34.0           | 35.3 65.9 | 24.5 N/A        |
| 槍管長度，毫米               | 577                       | 400             | N/A                                       | 330                | 335                            | 415                | 412       | 454             |
| 全長，毫米                   | 1,175                     | 960             | N/A                                       | 940                | 861                            | 960                | 1,094     | 975             |
| 發射速率，發／分鐘           | 340                       | 400             | 400                                       | 225—300            | 280—320                        | 215                | 350       | 250—350         |
| 槍口初速，米／秒             | 245                       | 240             | N/A                                       | N/A                | 240                            | 242                | 240       | N/A             |
| 標準瞄準具型式               | 後備機械瞄具 反射式瞄準具 | PAG-17          | 機械瞄具（基座） 光學或光電瞄準鏡（可選） | AN/PWG-1           | 光學或電子瞄準具（彈道計算機） | 機械瞄具           | 機械瞄具  | 機械瞄具        |
| 最大射程，米                 | 2,200                     | 2,200           | 2,500                                     | 2,200              | 2,200                          | 2,200              | 2,200     | N/A             |

## 圖集

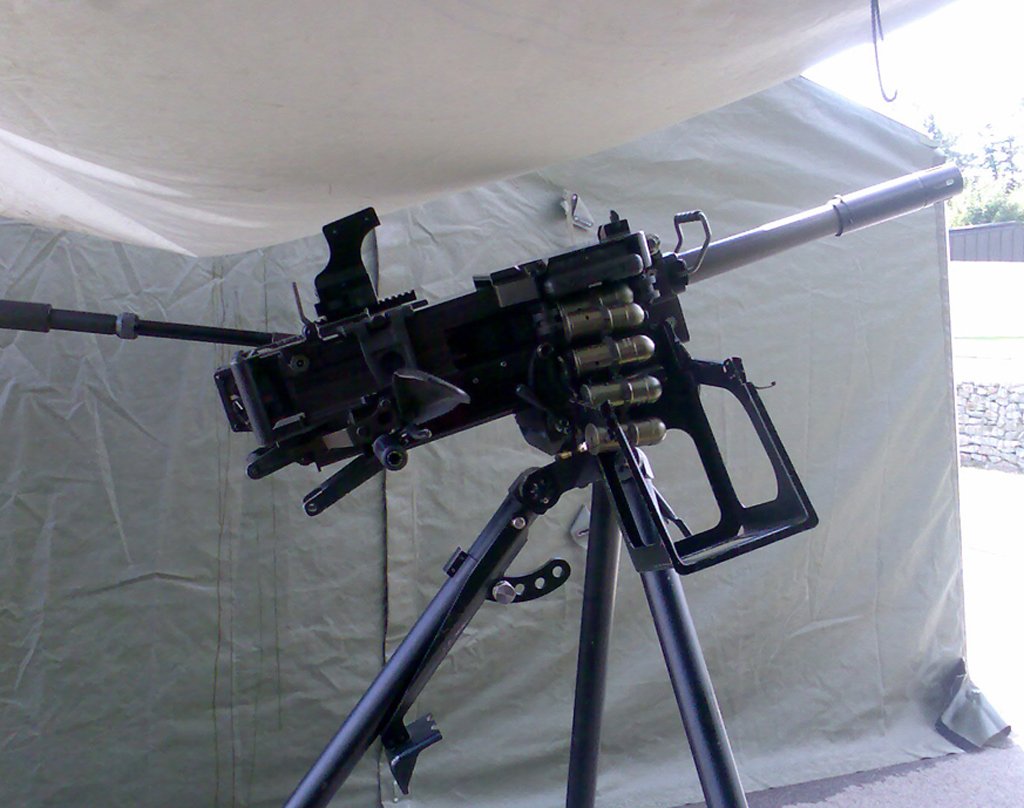
德軍的另一挺HK GMG
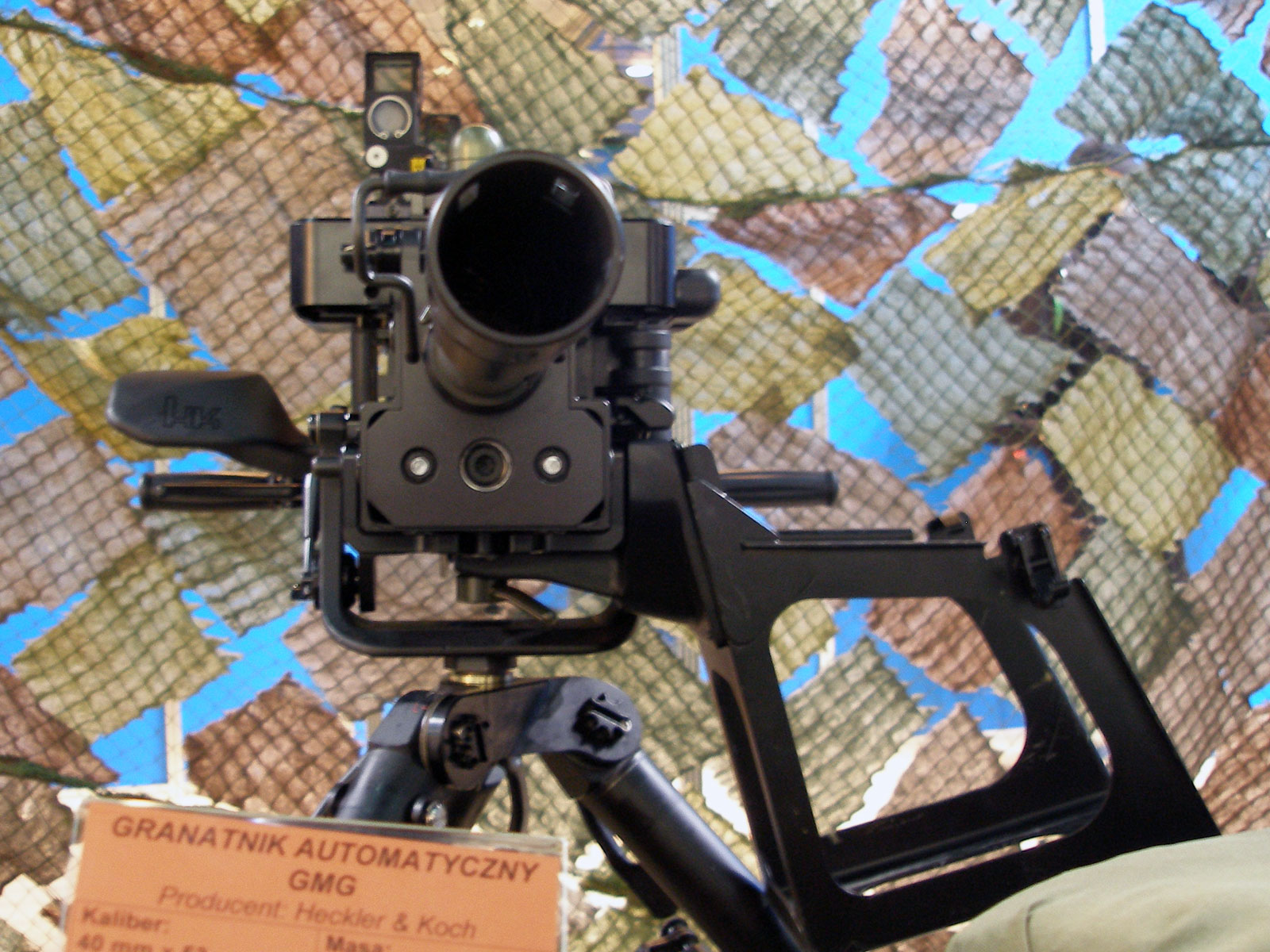
在2007年阿拉伯聯合酋長國的「國際防務展覽及會議」（IDEX）展出的HK GMG
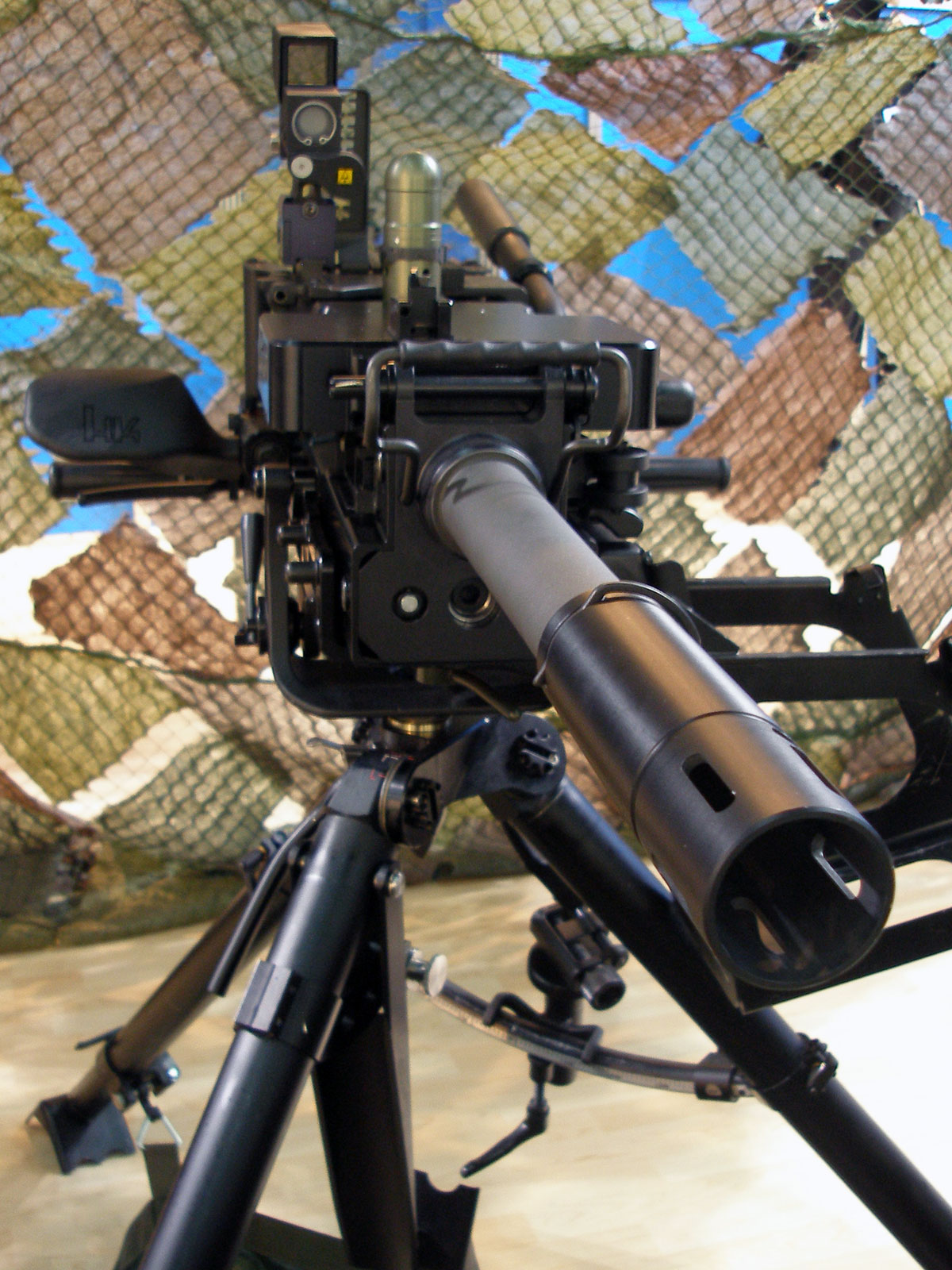
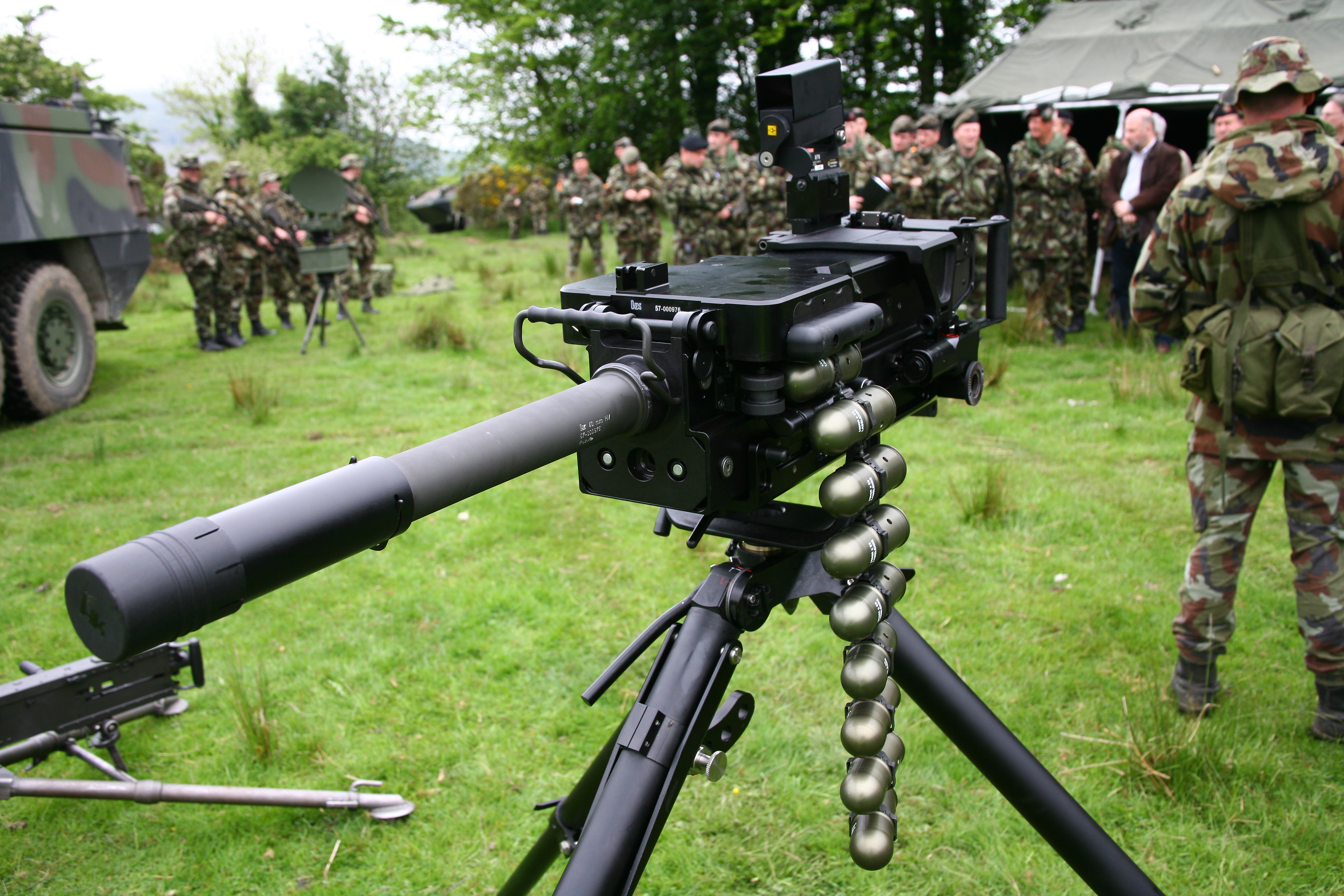
愛爾蘭陸軍展出的HK GMG
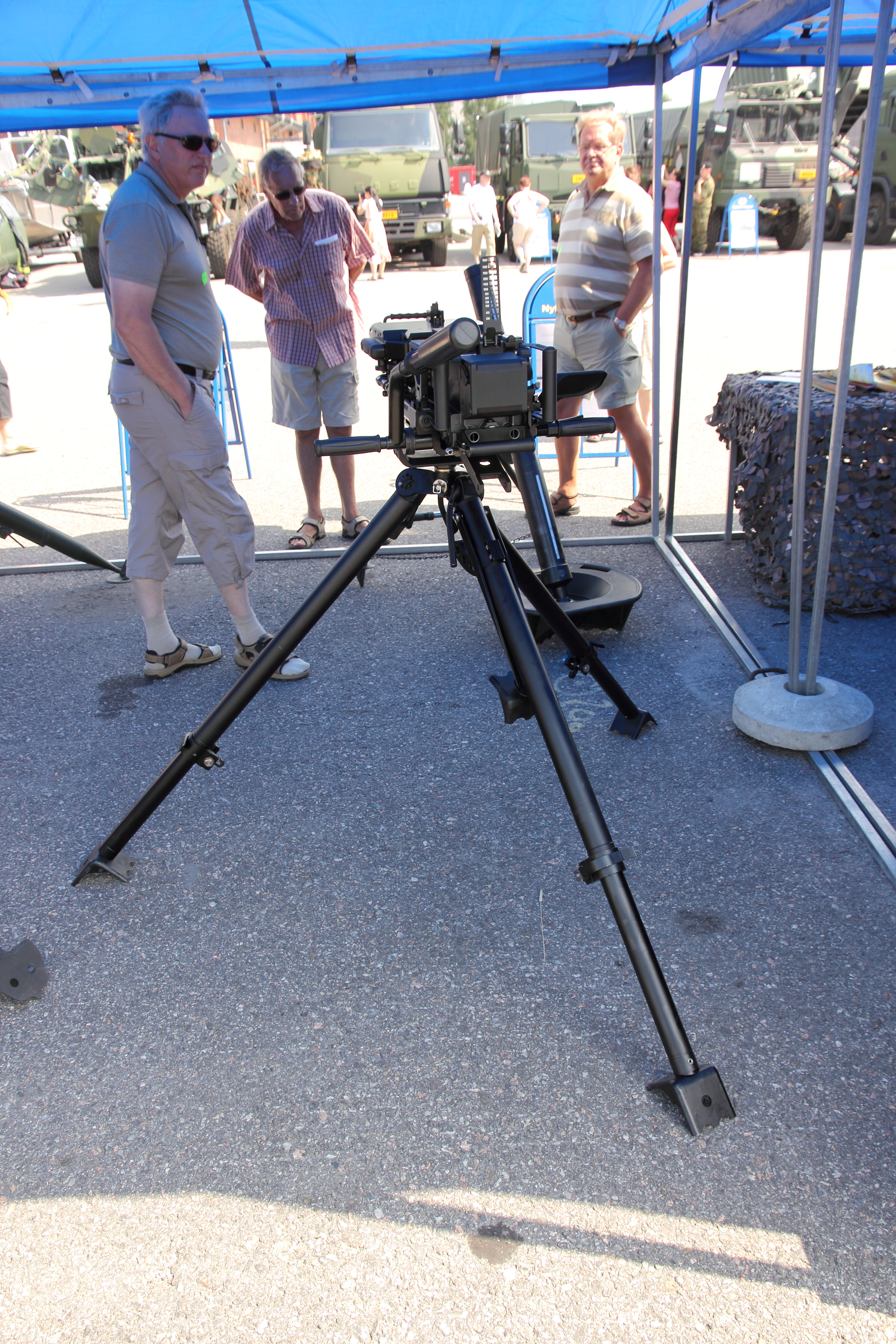
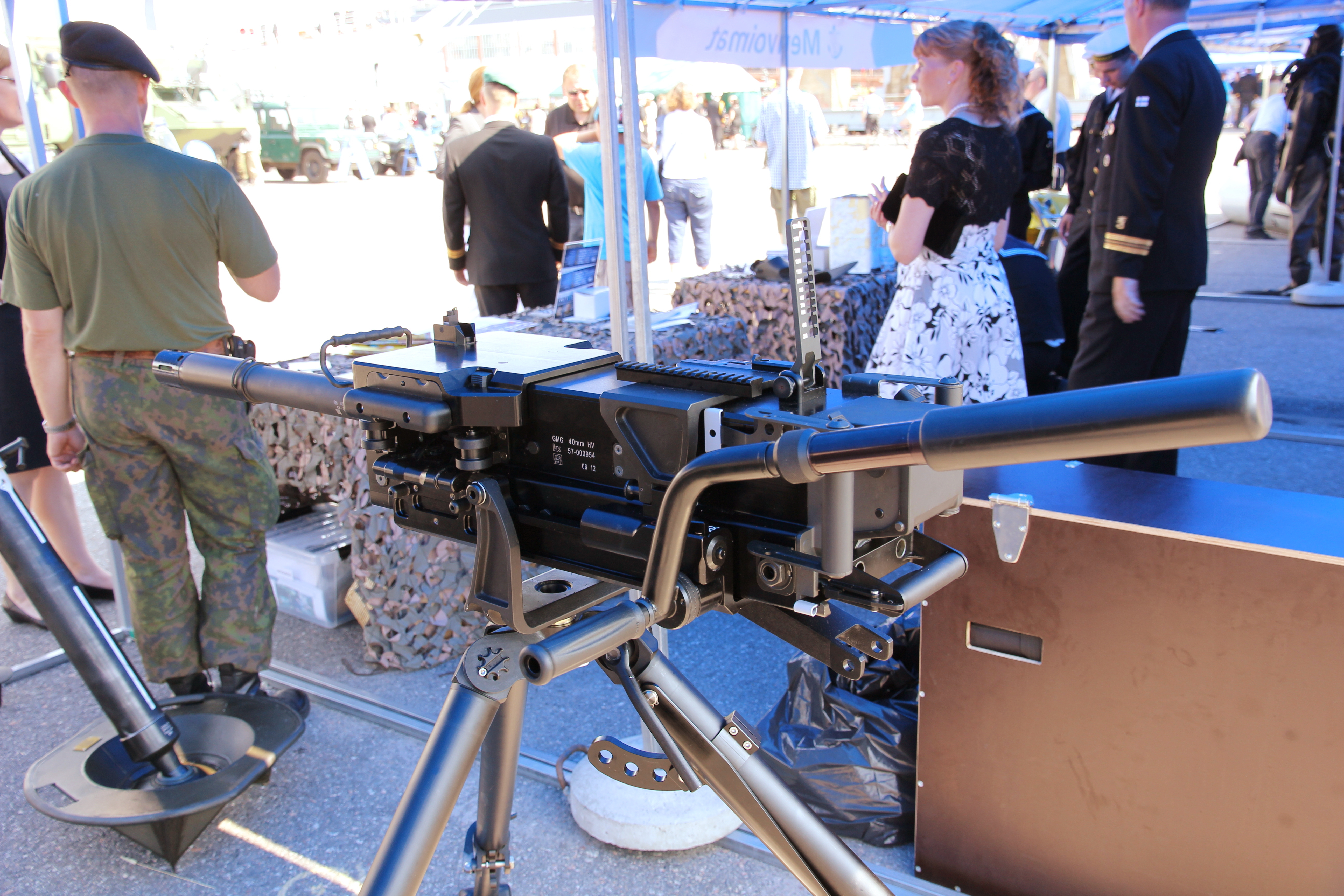
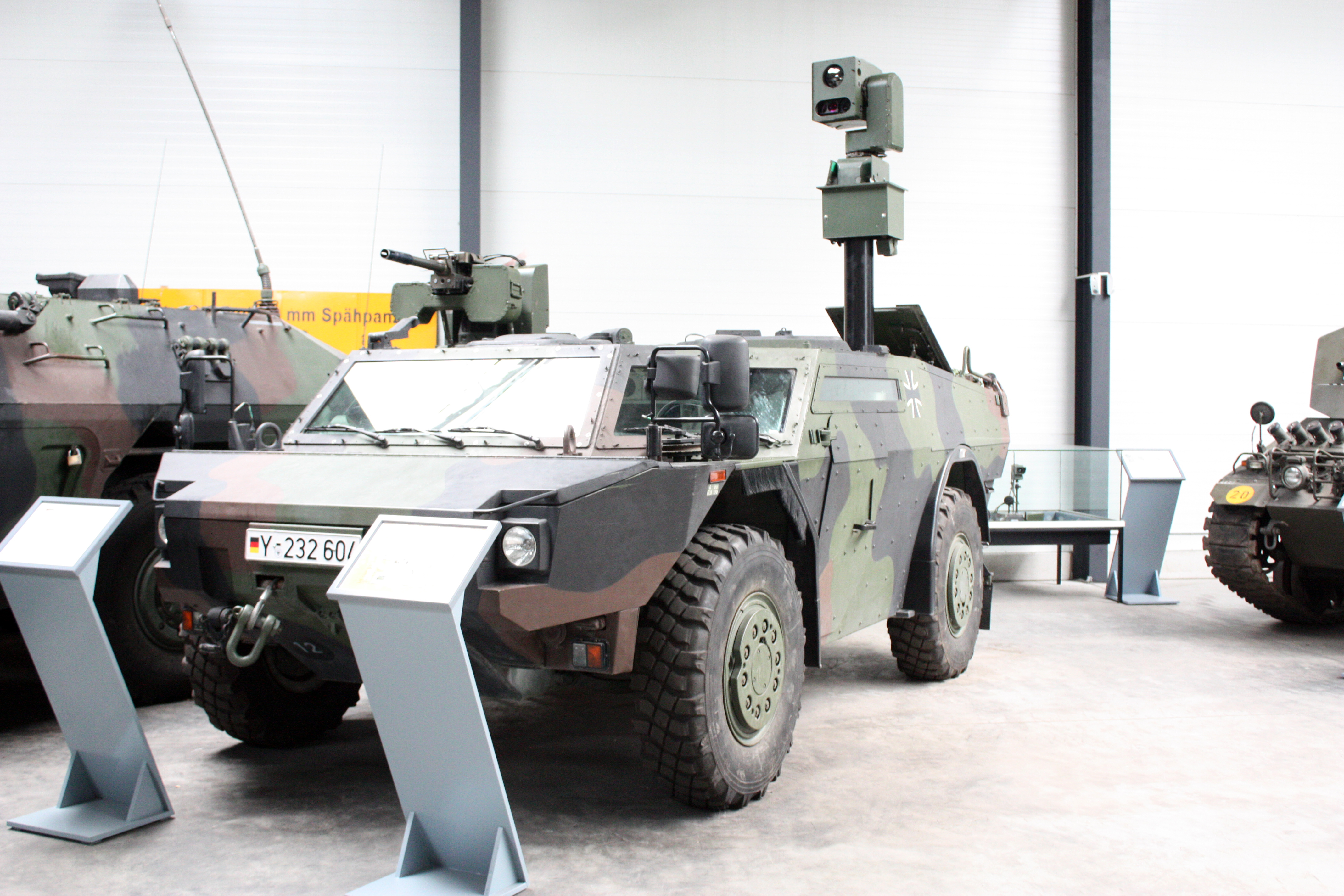
裝在山貓裝甲車上的HK GMG
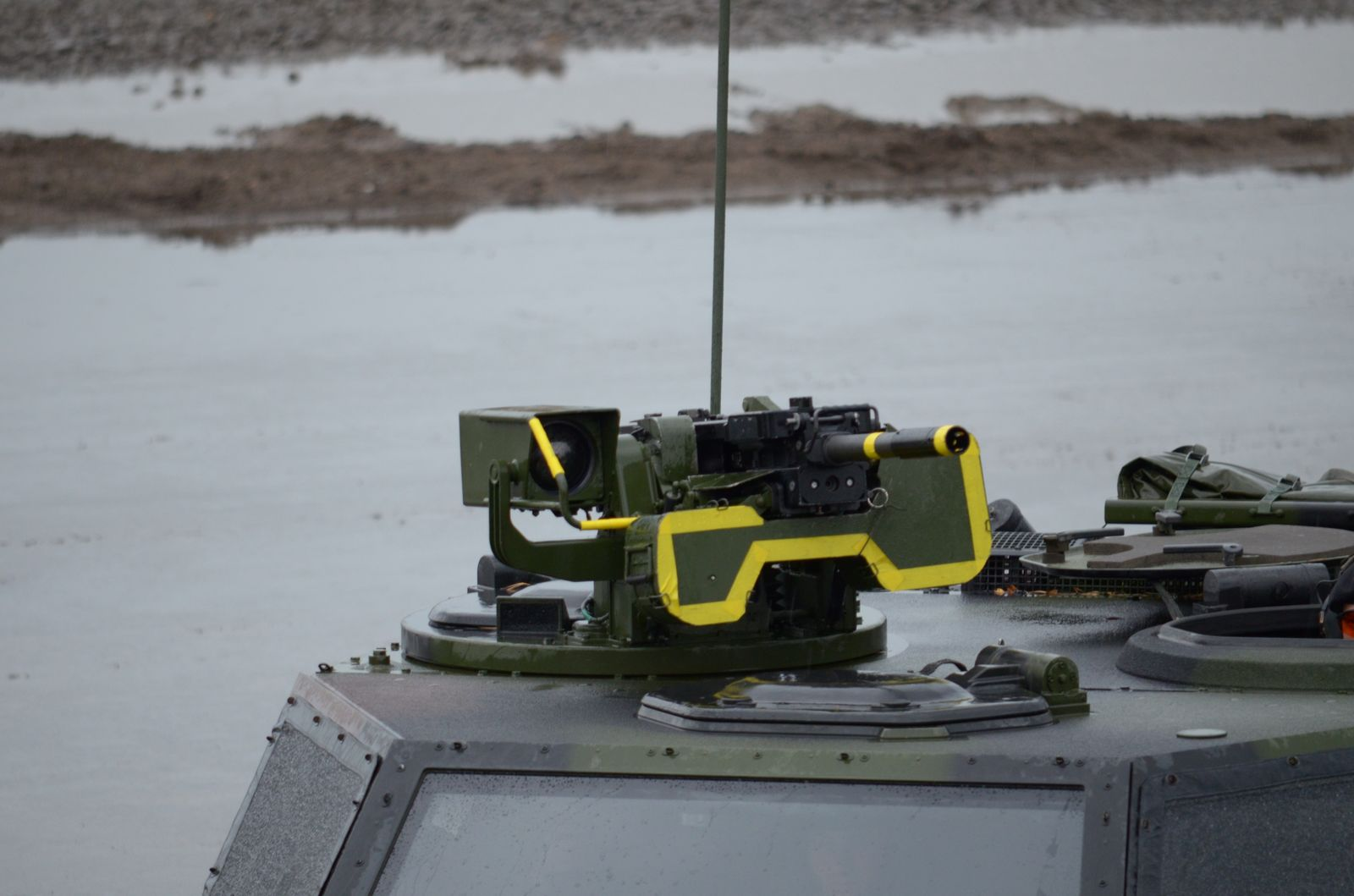
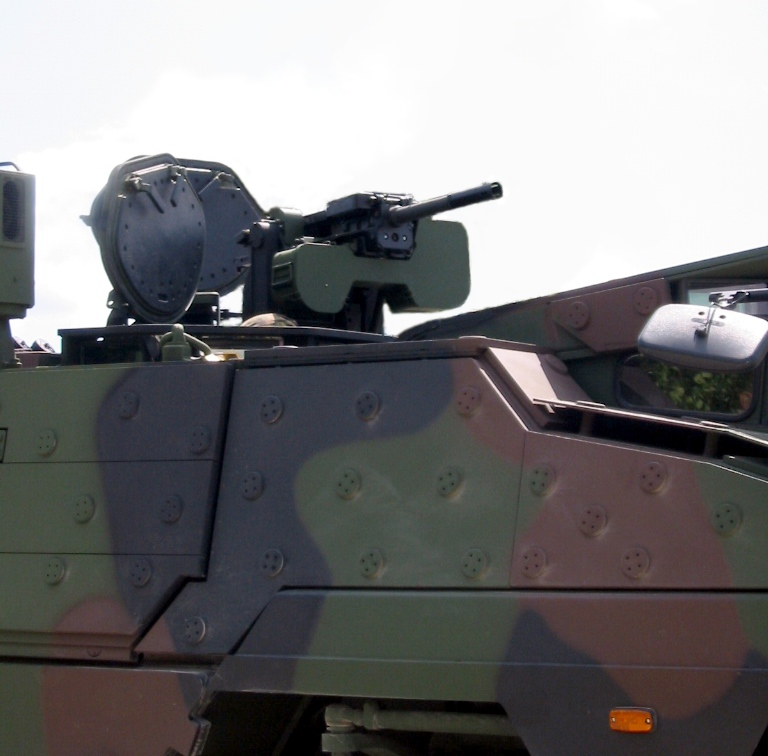
裝在拳擊手裝甲車（德语：GTK Boxer）上，德國聯邦國防軍的HK GMG
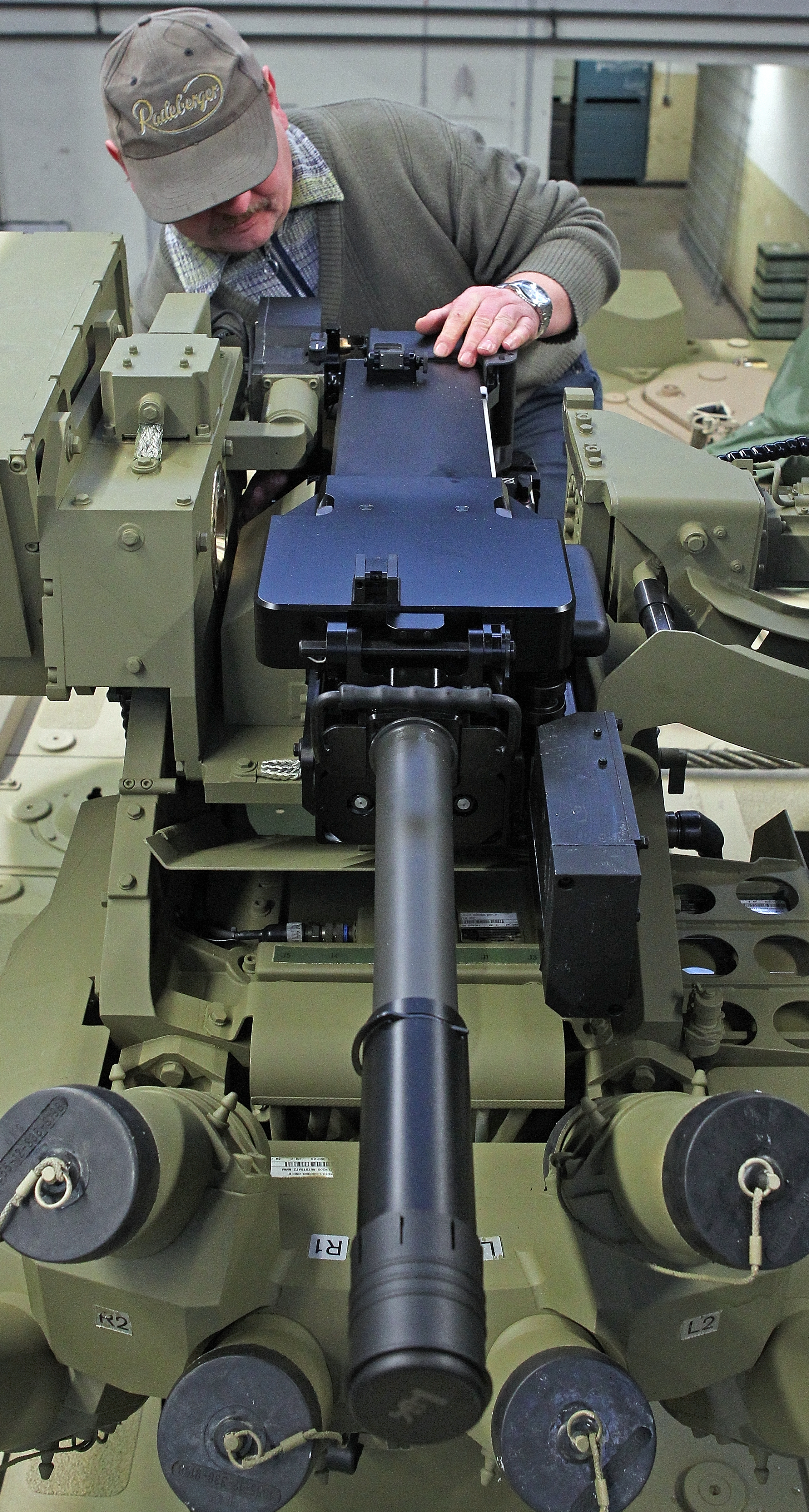
HK GMG，裝在拳擊手裝甲車上
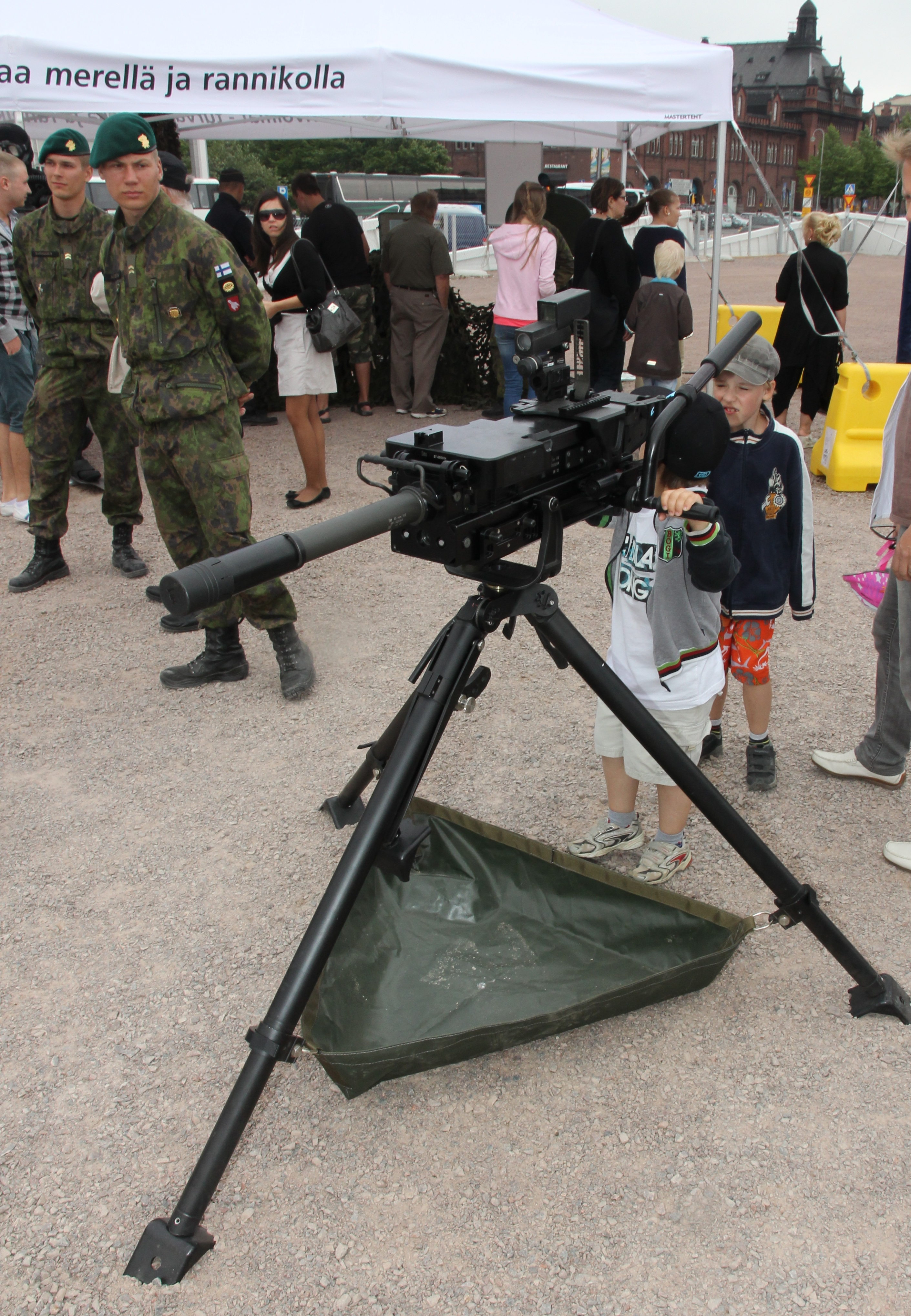
芬蘭海軍2012週年展出的HK GMG（40 KRKK 2005）
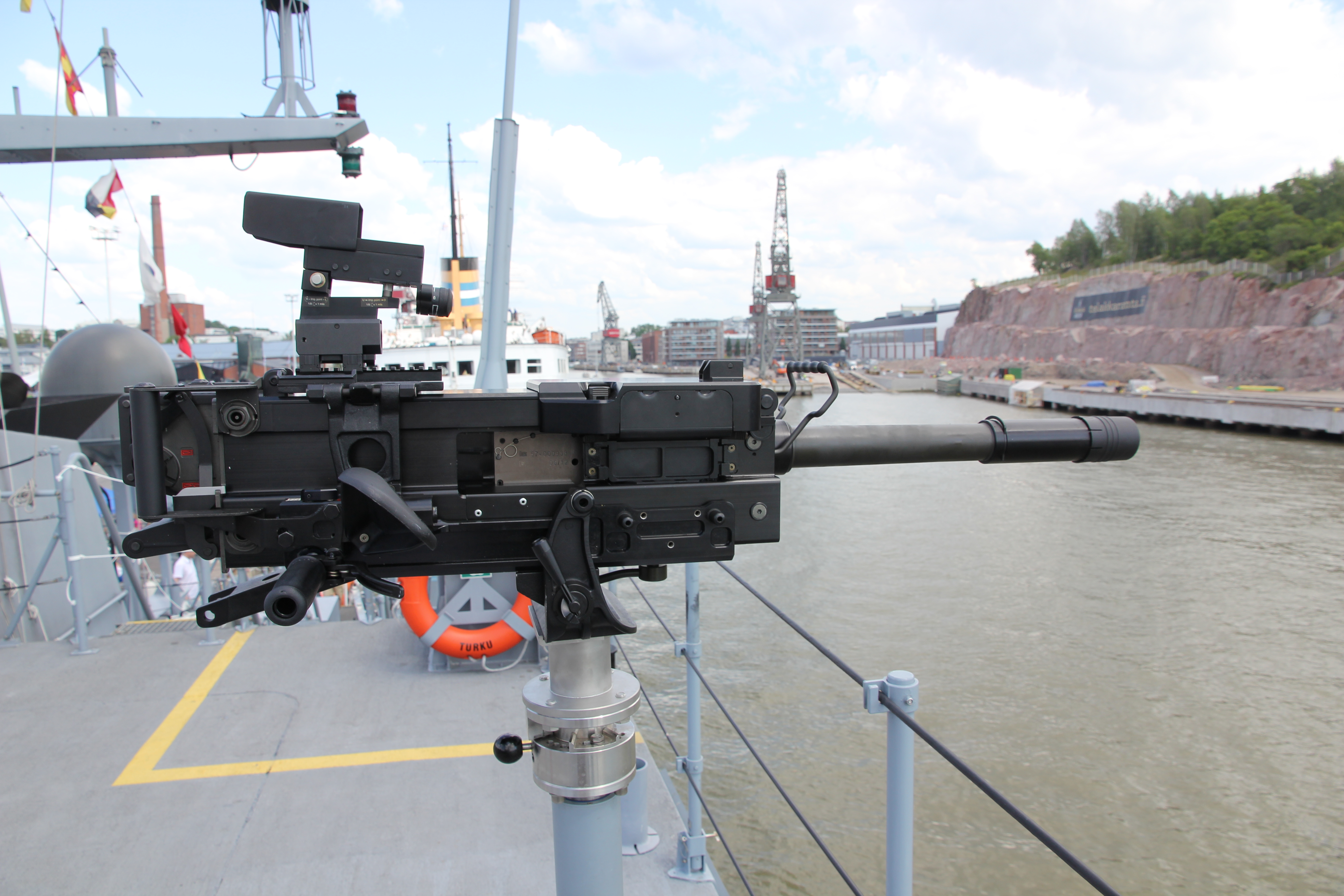
裝在芬蘭海軍Katanpää-class水雷反制艦以上的HK GMG
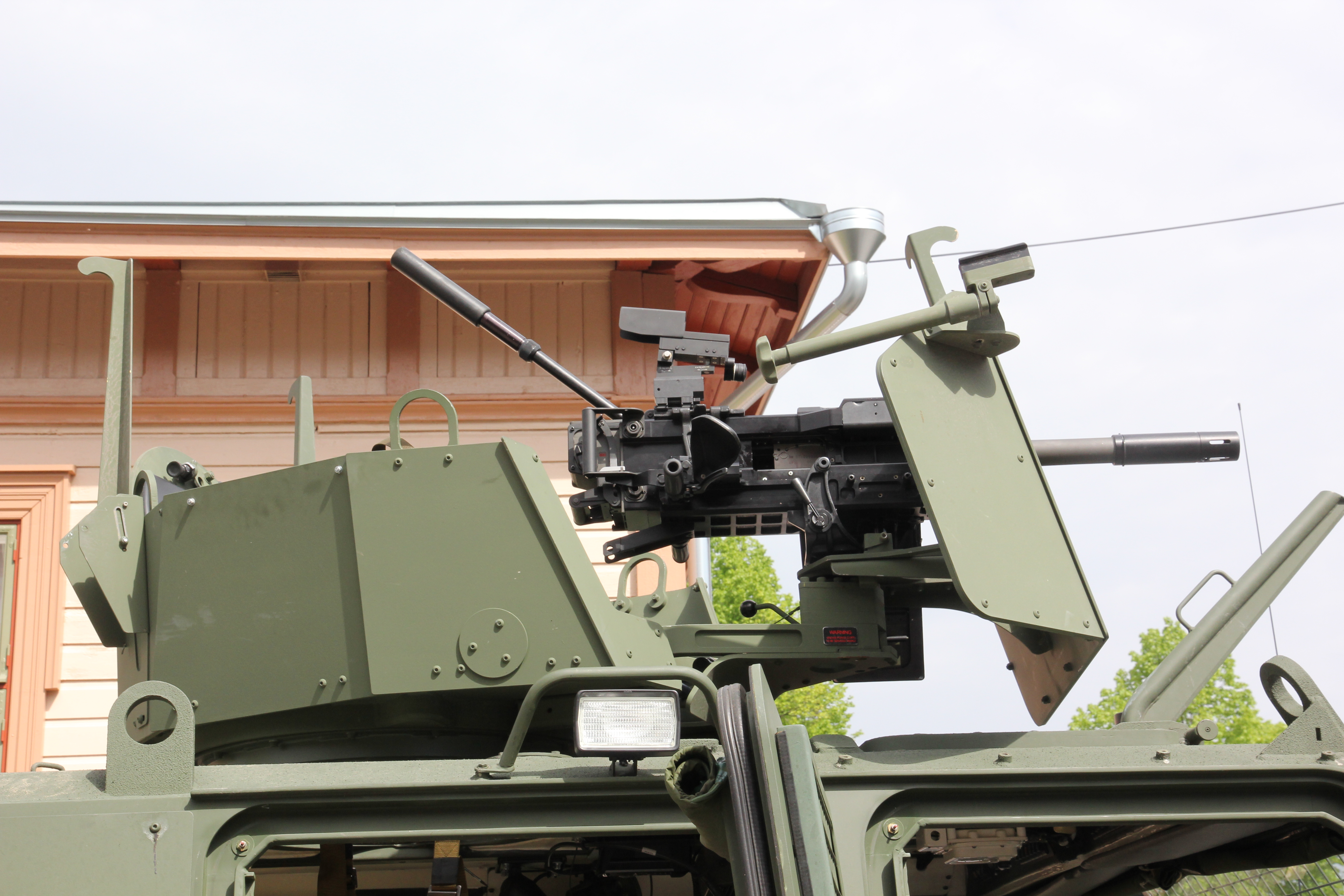
裝在帕斯裝甲運兵車上的HK GMG
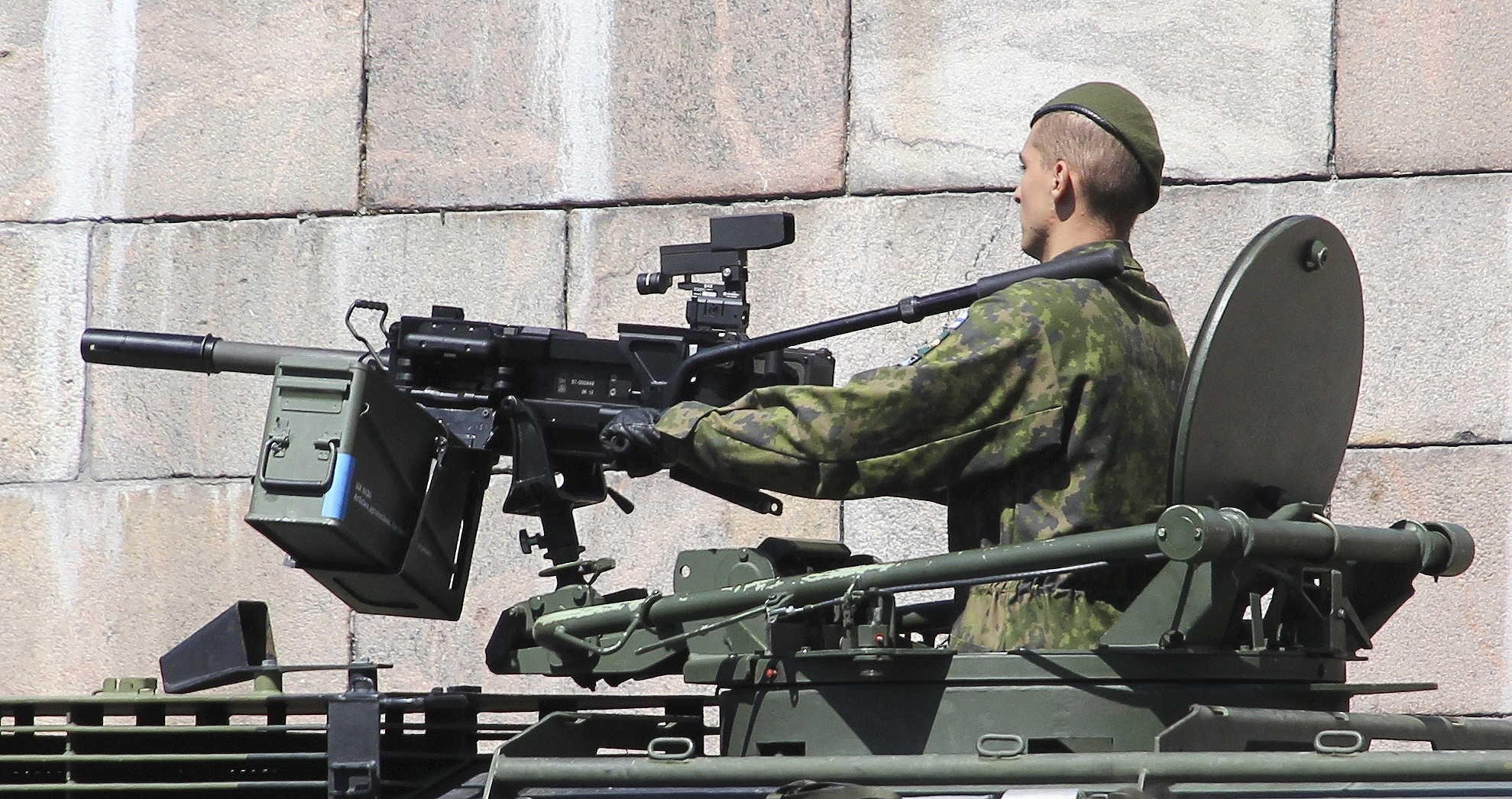
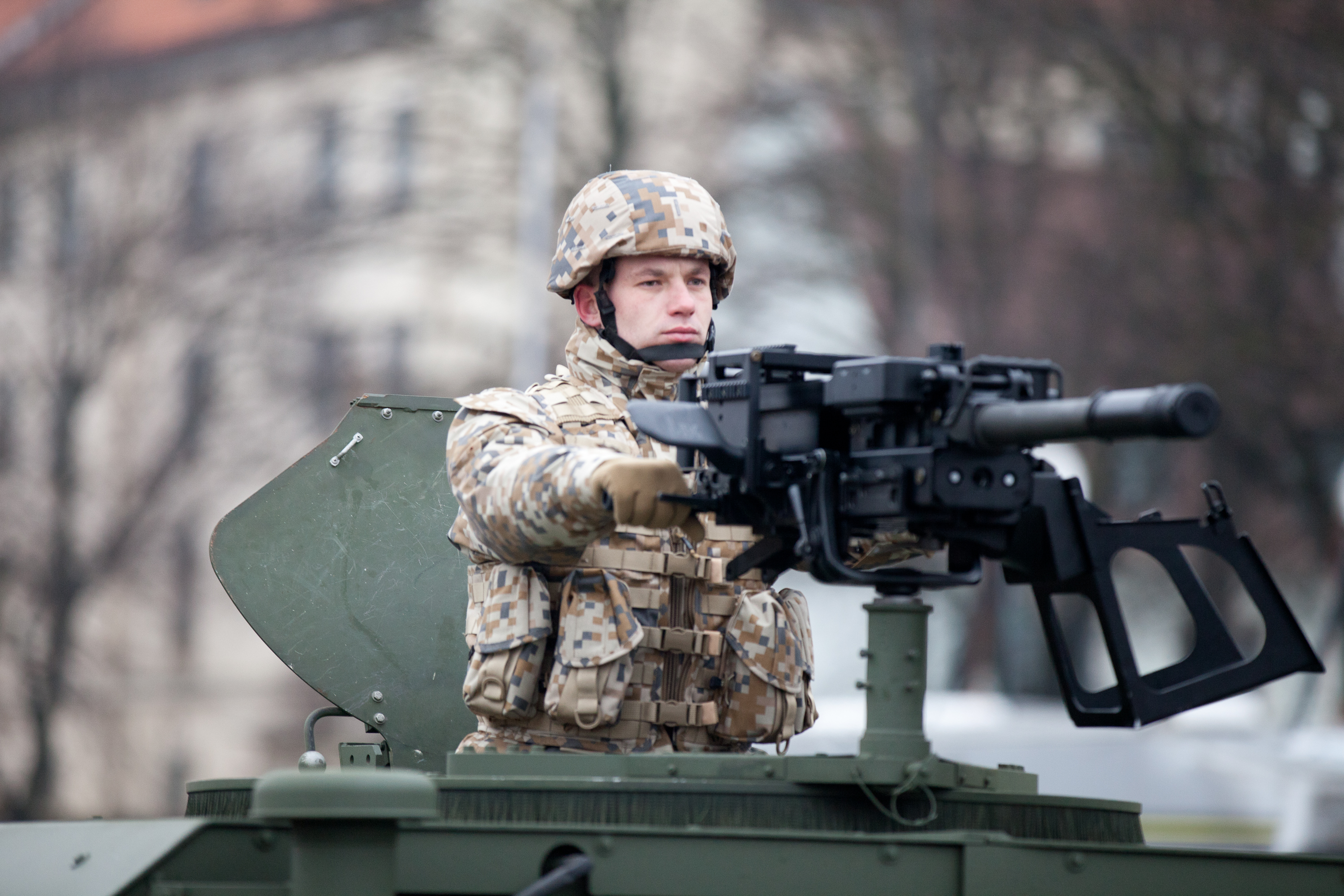
拉脫維亞陸軍的裝甲車以上的HK GMG
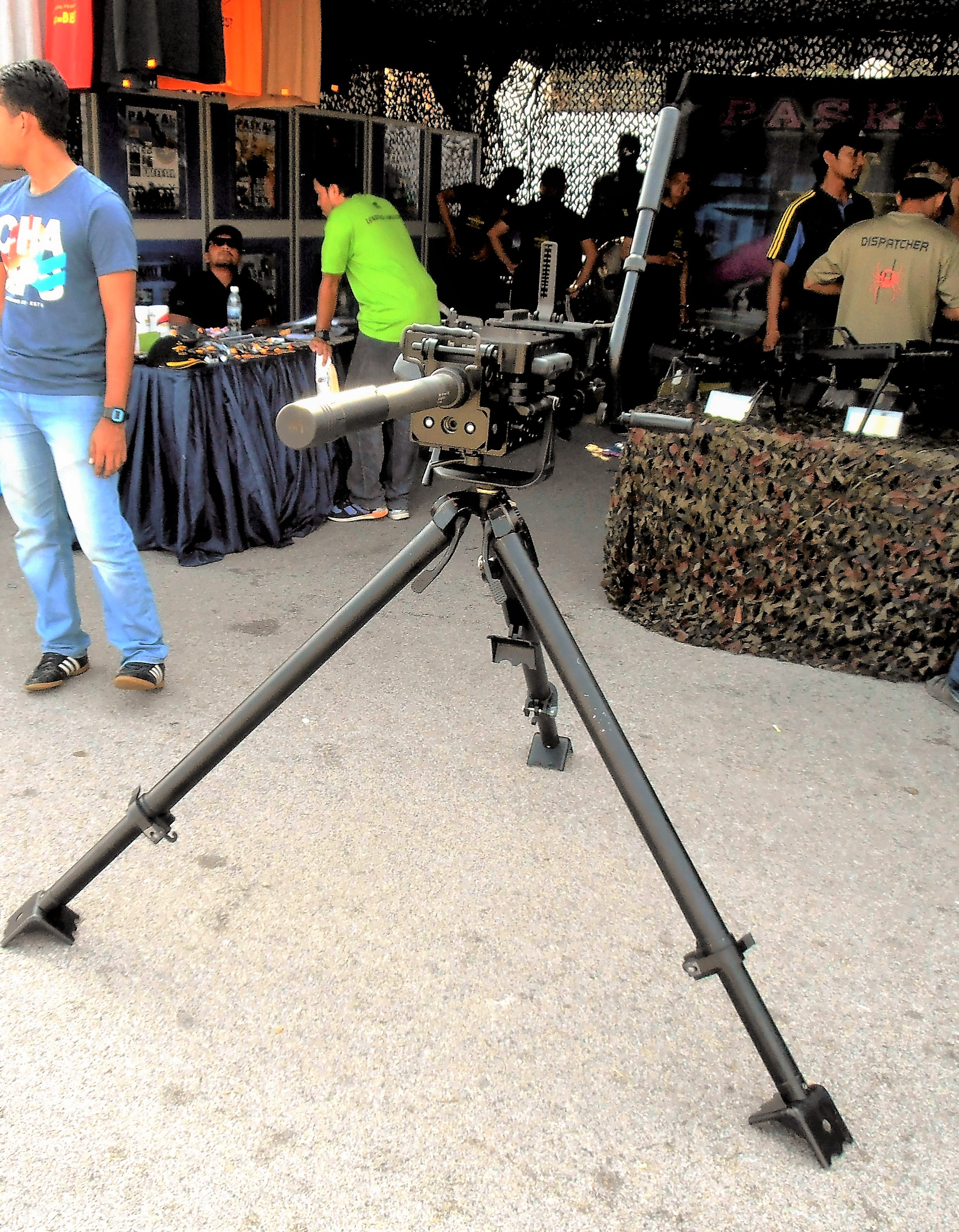
马来西亚皇家海军展出的HK GMG
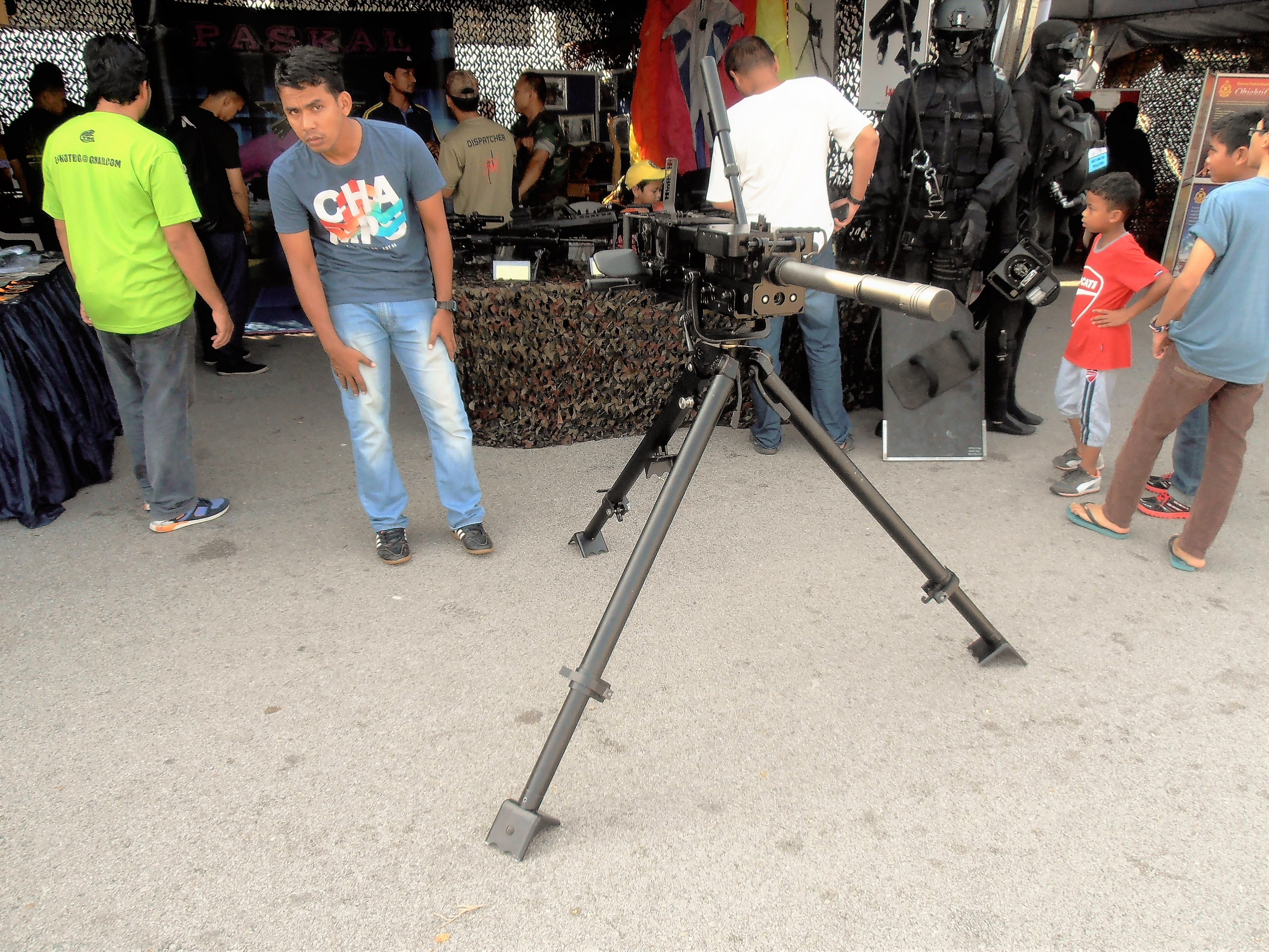
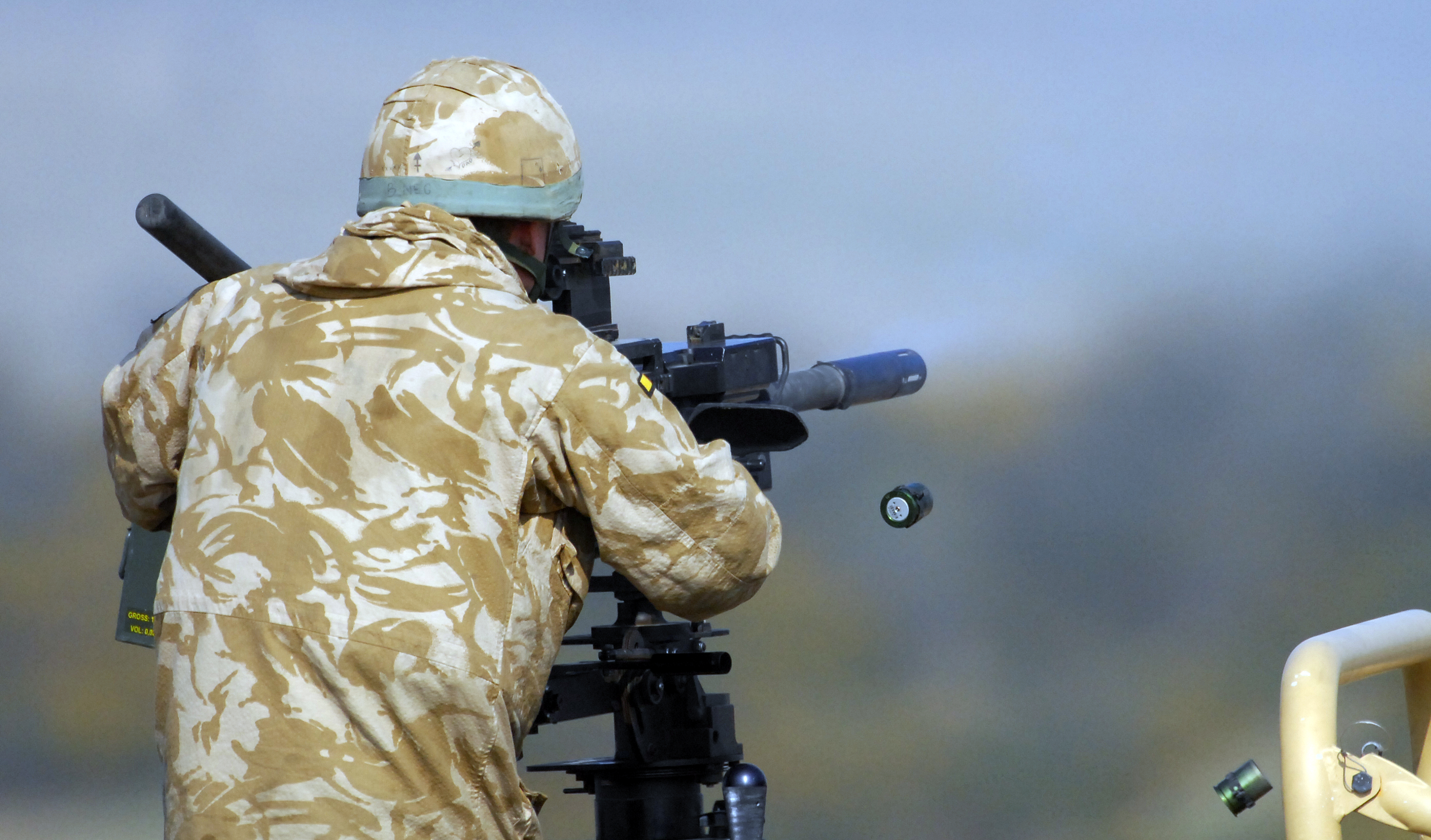
英國陸軍士兵使用架設在「武裝搭載越野車」以上的L134A1射擊

## 註解
1. ↑  機槍重量，不包括彈箱
2. ↑  AN/PWG-1瞄準火控系統包括日間3 倍放大倍率及內置顯示器上顯示的電視瞄準圖像，再加上激光測距儀和彈道計算機。瞄準裝置還有連接接口，連接到熱成像紅外夜視儀上，供夜間使用。使用者可通過火控系統，以LVS準確地測量目標距離和根據顯示出的預測彈著點，準確地達命中目標。
3. ↑   註:

## 外部連結
- （英文）—H&K官方網頁（页面存档备份，存于）
- （英文）—H&K美國官方網頁
- （英文）—Heckler & Koch :: Product Overview—GMG（页面存档备份，存于）
- （英文）—Modern Firearms—HK GMG grenade launcher / machine gun
- （英文）—Weapon.ge—Heckler & Koch GMG（页面存档备份，存于）
- （英文）—Remtek.com—HK GMG（页面存档备份，存于）
- （英文）—HKPRO—HK GMG
  - HK GMW, Light（页面存档备份，存于）
- （英文）—HK Australia GMG Technical Specifications
- （英文）—weaponsystems.net—GMG（页面存档备份，存于）
- （英文）—The Firearm Blog.com—
  - H&K Grenade Machine Gun: Digital Destruction（页面存档备份，存于）
  - The B&T APC-9 Submachine Gun, VP9 Pistol And Others (B&T Police & Military Day 2015) ［PHOTO HEAVY］（页面存档备份，存于）
  - Book Review: Guns of the Special Forces 2001-2015（页面存档备份，存于）
  - More HK Grey Room Photos … We Can’t Get Enough!（页面存档备份，存于）
- （英文）—Military, Security and Civilian Guns—Heckler & Koch HK GMG (GMW / GraMaWa)（页面存档备份，存于）
- （简体中文）—槍炮世界—GMG 自动榴弹发射器（页面存档备份，存于）
  - 轻型自动榴弹发射器 （页面存档备份，存于）
- （简体中文）—轻兵器—四国制式武器 ——HK GMG 40mm自动榴弹发射器(一)
- （简体中文）—新浪军事—
  - 芬兰购买德国H&K公司40毫米自动榴弹发射器（页面存档备份，存于）
  - 德GMG40毫米自动榴弹发射器：一分钟可打330发（页面存档备份，存于）